# Nanine Vallain
Jeanne Louise Vallain, dite Nanine, née en 1767 et morte à Paris le 5 août 1815, est une artiste peintre française.

## Biographie

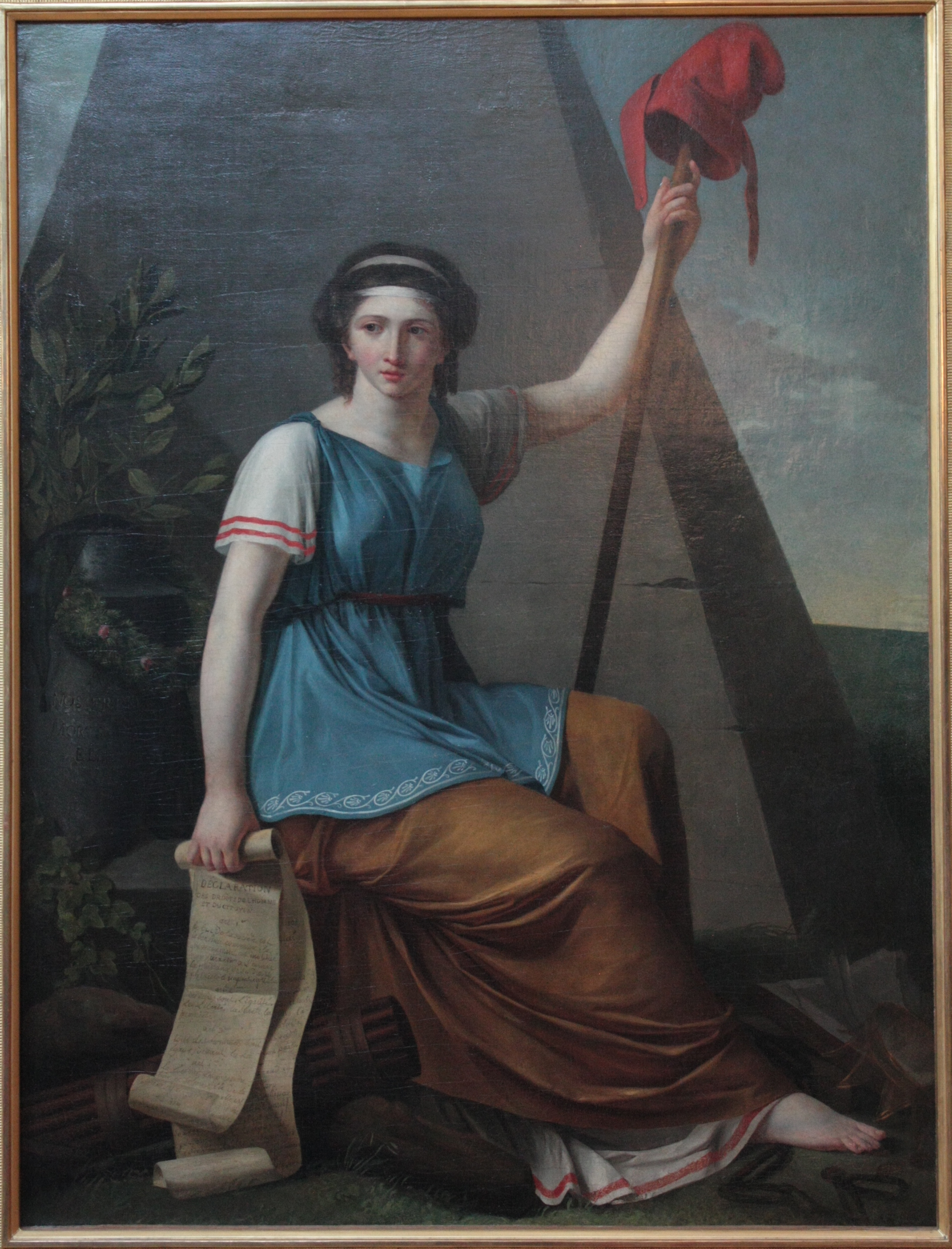
La Liberté, 1794, musée de la Révolution française

Nanine Vallain est élève de Joseph Benoît Suvée et de Jacques-Louis David. Elle est active à Paris de 1785 à 1810. Elle habite en Normandie.  Elle s'est mariée à Paris, le 18 janvier 1793, avec Barthélemy Piètre. Elle est citée dans les documents à partir de 1793 comme «femme Piètre».
Elle participe à l'Exposition de la Jeunesse à Paris en 1785, 1787 et en 1788. En octobre 1793, elle rejoint la Commune générale des arts, un groupe d'artistes opposé à l'Académie royale. 
Après la décision de l'Assemblée nationale constituante d'ouvrir le Salon à tous et toutes les artistes, en 1791, elle expose des œuvres régulièrement entre 1793 et 1810.  Elle réalise des portraits. Elle exécute aussi des peintures d'histoire. Nanine Vallain franchit les limites imposées aux femmes artistes. La peinture d'histoire et la référence à un évènement contemporain étaient inaccessibles aux  femmes qui n'avaient pas accès au cours d'après modèle vivant.
Elle meurt le 5 août 1815, dans le 10e arrondissement de Paris.

## La Liberté(1794)
Son œuvre la plus connue, La Liberté conservée au musée de la Révolution française à Vizille, trônait dans la salle des séances du Club des Jacobins. Elle est saisie à la fin de la terreur lors de la fermeture du club le 12 novembre 1794. Cette œuvre  témoigne à la fois de ses capacités artistiques et de ses penchants républicains.
Cette œuvre est chargée de symboles. C'est une allégorie. La Liberté, figure féminine vêtue à l'antique est assise sur un socle. Elle tient de la main gauche une pique surmontée du bonnet phrygien et de la main droite la Déclaration des droits de l’homme. Les feuilles de la Déclaration se déroulent sur un faisceau et une massue représentant l’union et la force des citoyens français réunis pour défendre la Liberté. Le pied de La Liberté foule une chaîne brisée et les symboles du régime déchu : la couronne et les registres féodaux. Sur la pierre taillée qui sert d’assise à La Liberté sont martelées deux dates : 14 juillet pour la prise de la Bastille et le 10 août pour la prise des Tuileries. Sur ce même socle est posée une urne funéraire dédicacée A nos frères morts pour elle. A sa base croît un lierre, signe de fidélité et un laurier qui donne à ses martyrs les couronnes de la gloire. La figure de La Liberté est placée devant une pyramide, symbolisant l’éternité.
Cette œuvre est une représentation de l’idéologie jacobine. La Liberté est l’icône du culte révolutionnaire que la Convention s’est efforcée d’imposer au peuple pour enrayer les effets néfastes de la déchristianisation. Sa naissance est marquée par une cérémonie célébrée dans l’église métropolitaine de Paris (ancienne cathédrale Notre-Dame) le 10 novembre 1793, au cours de laquelle fut chanté l’hymne de Marie-Joseph Chénier  : « Toi, sainte Liberté, viens habiter ce temple, sois la déesse des Français ».
Mais la fête de la Liberté marque aussi la fin du règne de la Liberté. La Liberté cède le pas à la République qui reprend ses traits et ses attributs. Le culte révolutionnaire devient celui de la Raison et de l’Être suprême.

## Œuvres
- Acconce et Cydipe, Salon de 1793
- La Liberté, Club des Jacobins, 1794, musée de la Révolution française[6]
- La Femme Spartiate donnant un bouclier à son fils, Salon de 1795
- Sapho chantant un hymne à l'Amour, Salon de 1806
- Caïn fuyant avec sa famille, après le meurtre d'Abel, Salon de 1808
- Tirza, femme d'Abel pleurant sur le tombeau de son époux et implorant la miséricorde divine pour son meurtrier, Salon de 1810

### Portraits
- Portrait de Louis-Antoine-Henry de Bourbon-Condé duc d'Enghien (1772-1804), vers 1788[7], musée Condé, Chantilly[8],[6]
- Portrait d'une jeune femme tenant un agneau, 1788, musée Cognacq-Jay, Paris[9]
- Portrait de femme, vers 1804, National Gallery of Ireland, Dublin[6]

## Galerie

Sélection d’œuvres de Nanine Vallain
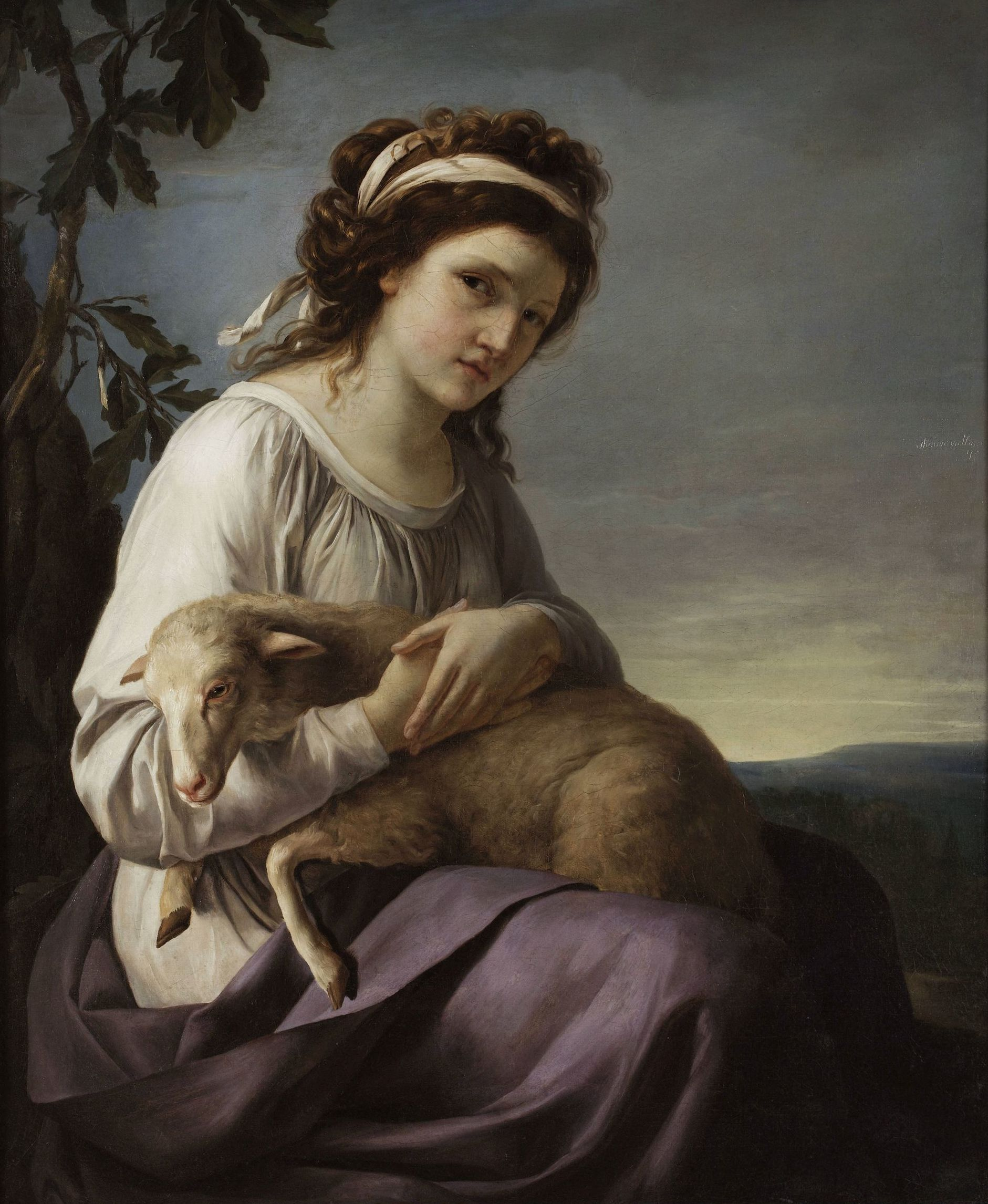
Portrait d'une jeune femme tenant un agneau, 1788, musée Cognacq-Jay
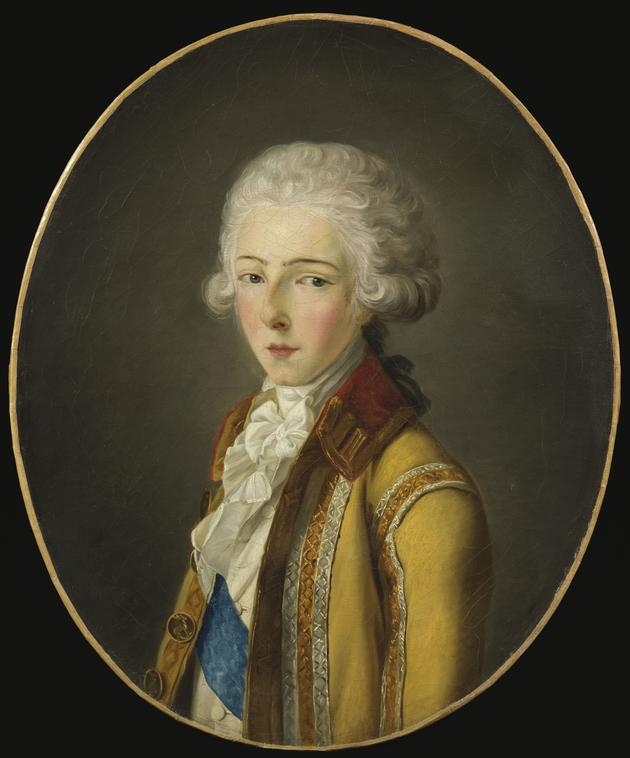
Portrait de Louis-Antoine-Henry de Bourbon-Condé, duc d'Enghien, vers 1788, musée Condé
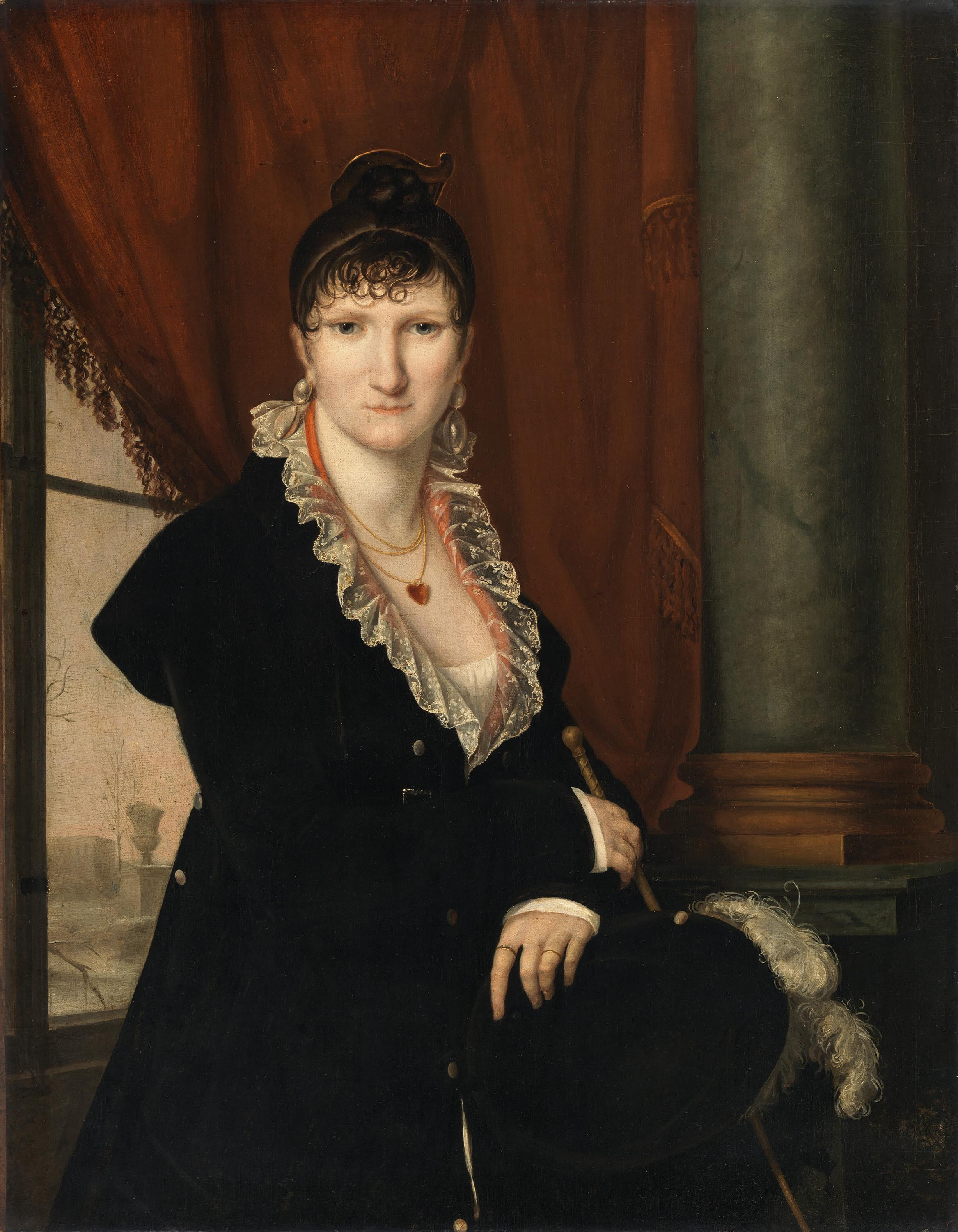
Portrait d'une dame, vers 1805, National Gallery of Ireland
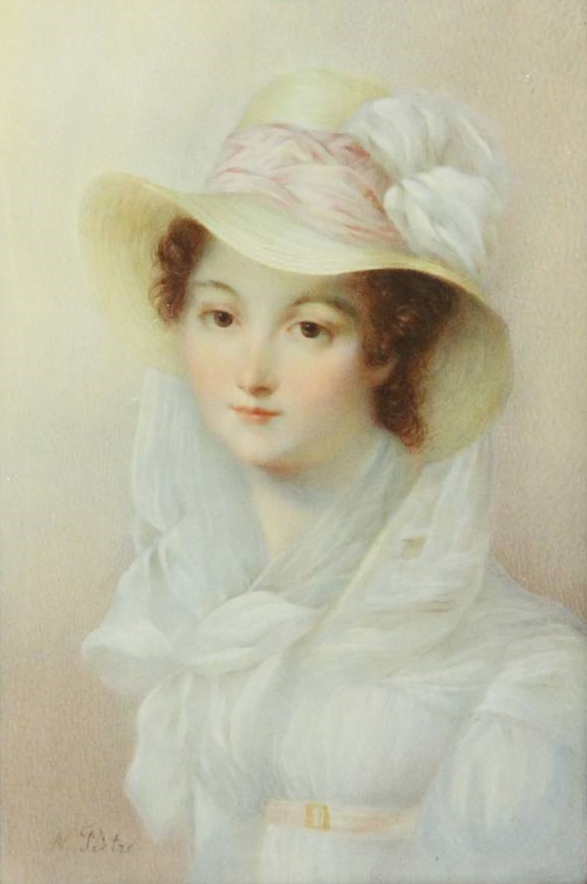
La Duchesse de Talleyrand Périgord, miniature sur émail, début XIXe siècle, localisation inconnue
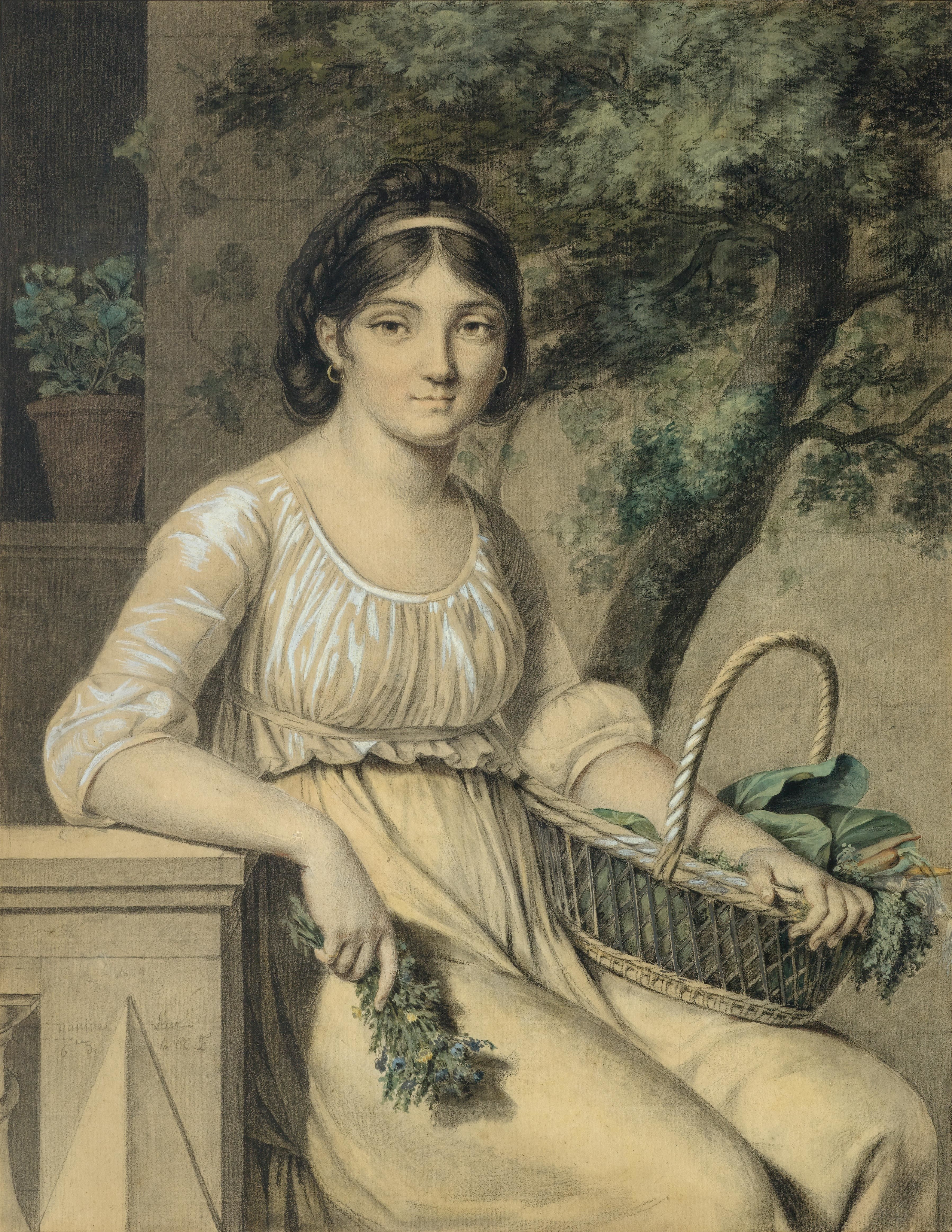
Portrait de femme assise tenant un panier rempli de feuillages, craie noire et rouge, aquarelle, gouache, sur papier brun, 1797-1798, localisation inconnue
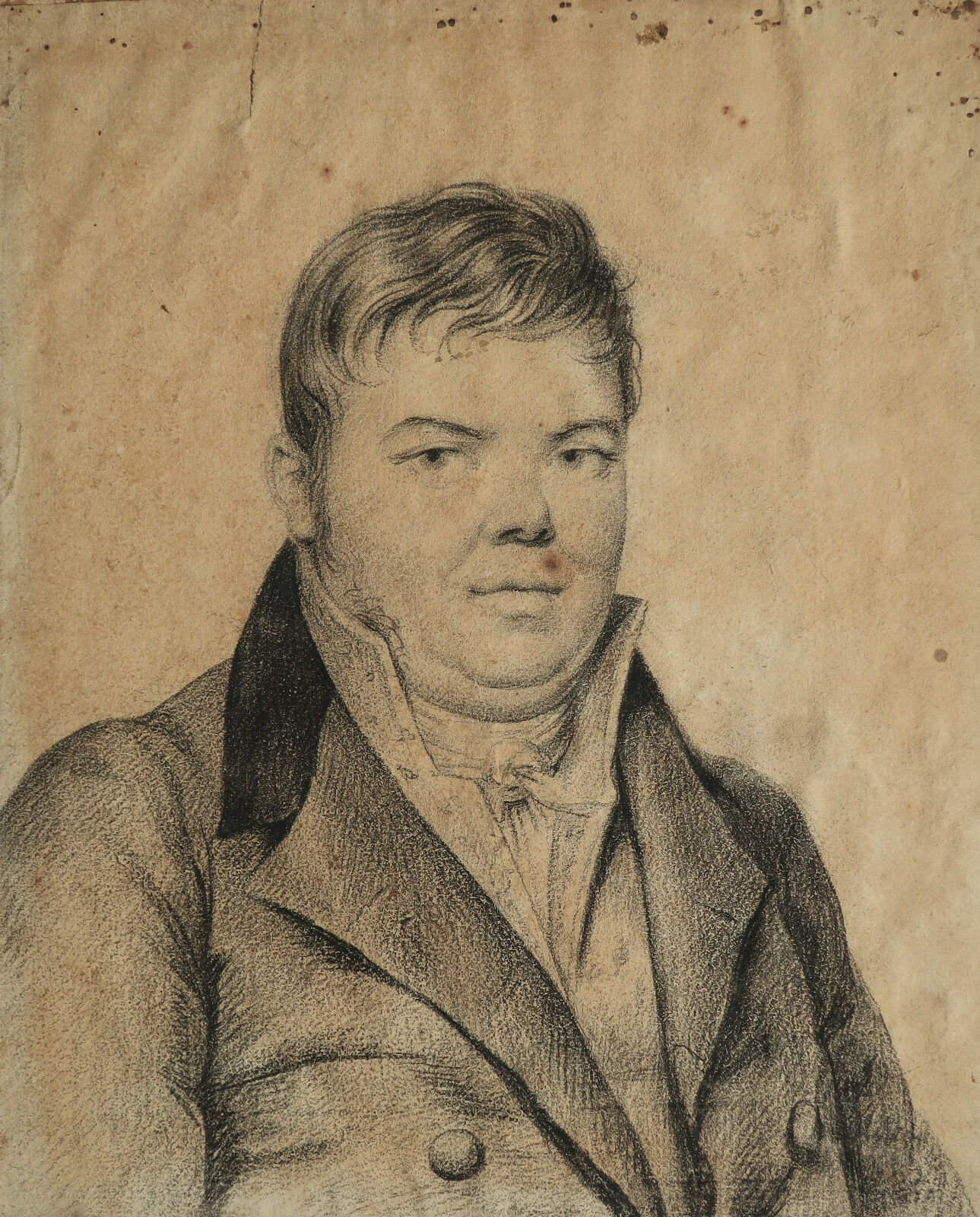
Portrait de Pierre-Nicolas Laurisset, pierre noire ou fusain sur papier, 6 novembre 1809